# 威廉·伯德
威廉·伯德（英語：William Byrd；1539或1540年—1623年7月4日），英国文艺复兴时期的作曲家，罗马天主教徒，莎士比亚的同时代人。他是托馬斯·塔利斯的学生，曾与之联合出版圣歌集。他的经文歌和弥撒曲都充分展示了他的对位才能，而他的器乐作品也在音乐史上有重要地位。伯德堪称文艺复兴时期最杰出的英国作曲家之一。